# عمل جانبي

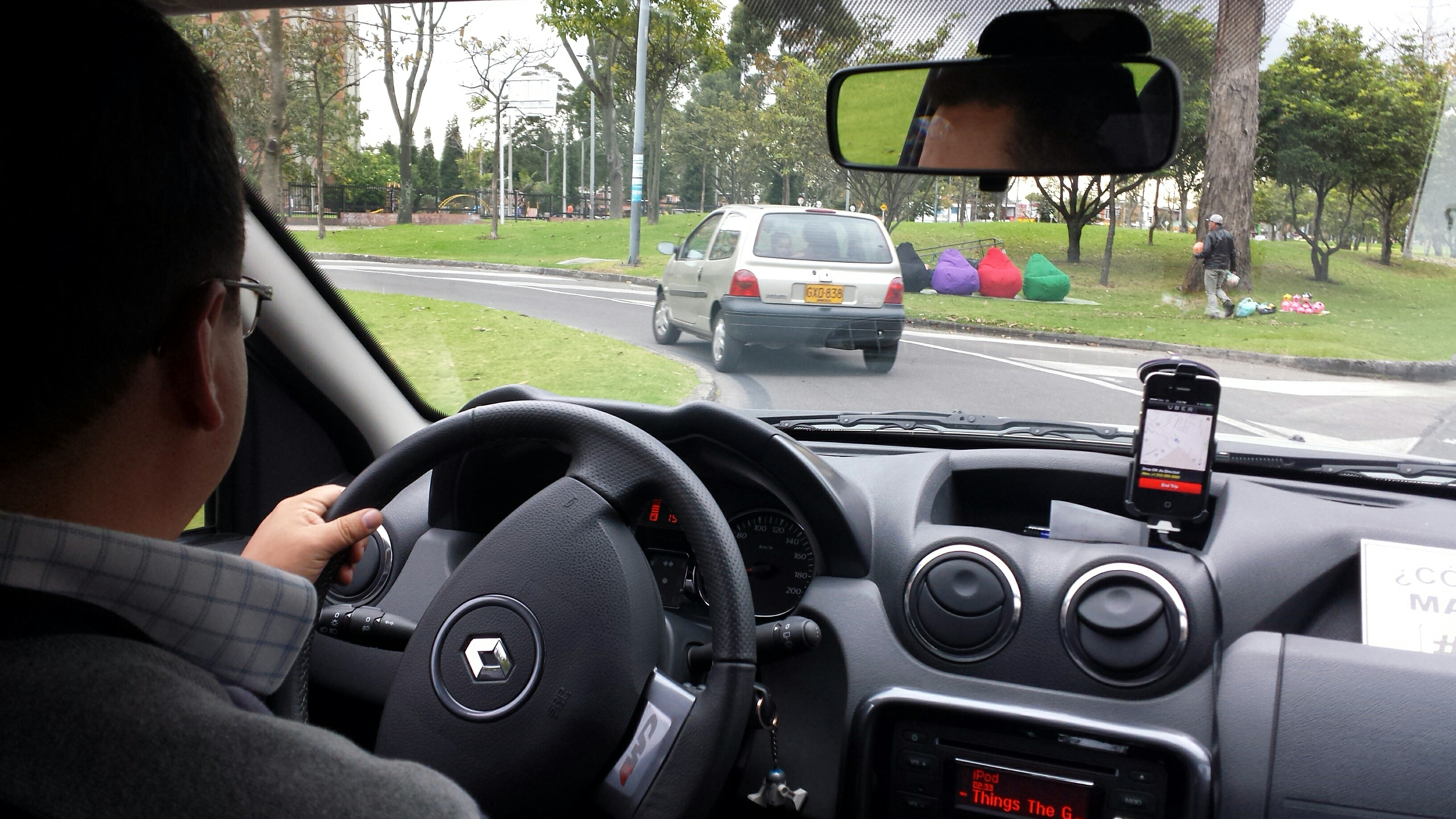
سائق أوبر هو عمل جانبي شائع

الوظيفة الجانبية ، التي تسمى بالانكليزية بشكل غير رسمي، (side hustle) أو (side gig)، هي وظيفة إضافية يقوم بها الشخص بالإضافة إلى وظيفته الأساسية من أجل استكمال دخله. قد يتم القيام بالوظائف الجانبية بدافع الضرورة، عندما يكون دخل الفرد من وظيفته الرئيسية غير كافٍ لإعالتهم، أو ببساطة بسبب الرغبة في كسب المزيد من الدخل. يمكن أيضًا أن يسمى العمل في وظيفة جانبية، بشكل غير رسمي، (moonlight) أو (ضوء القمر)، عادةً عندما يتم إجراؤه بعد وقت العمل العادي. يمكن أن تكون الوظيفة الجانبية وظيفة بدوام كامل أو عقد بدوام جزئي أو عمل مستقل، ويمكن لأي شخص شغل أكثر من وظيفة جانبية.
اكتسبت الوظائف الجانبية شعبية في الولايات المتحدة بسبب ركود الأجور ونمو الأجور المنخفض الذي لم يواكب ارتفاع تكلفة المعيشة، مع ما يقرب من ثلث الأشخاص الذين لديهم وظائف جانبية مسجلة. أفاد ما يقرب من نصف الأمريكيين أنهم حصلوا على وظيفة جانبية، بما في ذلك 43٪ من العاملين بدوام كامل.  السبب الأكثر شيوعًا لتولي العمال وظائف جانبية هو الحصول على دخل إضافي متاح.  في المملكة المتحدة، أفاد 60 في المائة من الطلاب والخريجين بأنهم حصلوا على وظيفة جانبية، وطلب 43 في المائة منهم دفع نفقات القروض الطلابية.  من المرجح أن يكون لدى جيل الألفية وظيفة جانبية.  مما يؤدي إلى اعتبارهم «جيل العمل الجانبي». ومع ذلك، فهي شائعة أيضًا كوسيلة لسداد قروض الطلاب، وكذلك للاستفادة من إبداع الفرد بطرق لن تكون مجدية عادةً في مكان العمل النموذجي.  
عندما توفر الوظيفة الأساسية لشخص ما دخلاً فقط حتى يتمكنوا من متابعة الوظيفة الجانبية المفضلة لديهم، فإنها تُعرف عادةً باسم «الوظيفة اليومية».

## أمثلة
- بيع منتجات على موقع ايباي
- سائق أوبر أو الشركات المشابهة
- استعمال وسائل التواصل للاعمال الصغيرة
- العمل كمستقل على مواقع مثل أبوورك
- بدء مدونة إلكترونية
- إنشاء كورس على الإنترنت وبيعها على مواقع مثل يوديمي[8]

## أهمية العمل الجانبي
هناك أربعة فوائد واسباب رئيسية لامتلاك عمل جانبي:
1. امتلاك مصدرين للدخل يزيد الحرية المالية
2. يمكنك استعمال الاموال الاضافية لسداد الديون
3. يمكنك استعمال الاموال الاضافية لبناء ثورة
4. يمكنه ان يتحول إلى وظيفة تحبها

عندما سُئل نيك لوبر صاحب بودكاست (Side Hustle Nation) عن النجاحات التي حققها ضيوفه قام بذكر العديد منها:
رجل انتقل من ربح 30 ألف دولار سنويًا من العمل في صحيفة إلى 30 ألف دولار في اليوم كمصور مستقل، ورجل بدأ شركة بملايين الدولارات لبيع كتب مدرسية مستعملة وامرأة تكسب ما يصل إلى 5000 دولار شهريًا عن طريق الناس كيفية الخبز.
يعتقد لوبر أن الكثير من الناس بدأوا في التركيز على زيادة إمكاناتهم في الكسب خارج وظائفهم الأساسية لأن مصادر الدخل المتعددة يمكن أن تسمح لك بامتلاك الاستقلال المادي بشكل أكبر. قد يكون هذا سببًا في حاجتك إلى عمل جانبي